# Дніпро-2 (автостанція)
Автостанція «Дніпро-2» є допоміжною автостанцією і обслуговує рейси у південному напрямку. Автостанція входить до ПАТ «Дніпропетровського обласного підприємства автобусних станцій».

## Основні напрямки

### Місцевого формування

#### Запорізький напрямок
- Дніпро — Запоріжжя
- Дніпро — Маріуполь
- Дніпро — Бердянськ
- Дніпро — Енергодар
- Дніпро — Мелітополь
- Дніпро — Кам'янка-Дніпровська
- Дніпро — Кирилівка
- Дніпро — Новотроїцьке (Новотроїцький район, Запорізька область)
- Дніпро — Стрілкове
- Дніпро — Севастополь

(до грудня 2014 року)
- Дніпро — Ялта

(до грудня 2014 року)

#### Нікопольський напрямок
- Дніпро — Херсон
- Дніпро — Нікополь
- Дніпро — Марганець
- Дніпро — Скадовськ
- Дніпро — Апостолове
- Дніпро — Покров
- Дніпро — Залізний Порт

#### Солонянський напрямок
- Дніпро — Солоне
- Дніпро — Солоне
- Дніпро — Веселе (Нікопольський район)
- Дніпро — Микільське (Солонянський район)
- Дніпро — Петриківка (Солонянський район)
- Дніпро — Гаркушине (Солонянський район)
- Дніпро — Григорівка (Солонянський район)
- Дніпро — Котлярівка (Солонянський район)
- Дніпро — Новопокровка (Солонянський район)
- Дніпро — Олександропіль (Солонянський район)
- Дніпро — Залізнична станція «Рясна»
- Дніпро — Новомар'ївка (Солонянський район)
- Дніпро — Ганно-Мусіївка

### Транзитні
- Харків — Нікополь
- Харків — Нова Каховка
- Кривий Ріг — Бердянськ
- Кам'янське-1 — Херсон
- Кам'янське-1 — Кирилівка
- Кам'янське-1 — Апостолове
- Нікополь — Миргород
- Жовті Води — Кирилівка
- Жовті Води — Бердянськ